# Rhinotyphlops lalandei
Rhinotyphlops lalandei är en ormart som beskrevs av Schlegel 1839. Rhinotyphlops lalandei ingår i släktet Rhinotyphlops och familjen maskormar. Inga underarter finns listade i Catalogue of Life.
Denna orm förekommer i södra Afrika från Zimbabwe, östra Botswana och centrala Moçambique till Sydafrika och Lesotho. Arten lever i låglandet och i bergstrakter upp till 2000 meter över havet. Habitatet varierar mellan savanner, buskskogar och halvöknar. Honor lägger ägg.
För beståndet är inga hot kända. Hela populationen anses vara stabil. IUCN listar arten som livskraftig (LC).